# Репцелак
Репцелак (мађ. Répcelak) град је у западној Мађарској. Репцелак је град у оквиру жупаније Ваш. Са површином од 1.382 хектара, најмањи је град округа са административном површином.

## Географија

### Локација
Репцелак се налази у јужном делу Мале равнице, на десној обали реке Репце, која овде тече паралелно са Рабом.
Суседна насеља: Чаниг на северу, Рабакецел на истоку, Ницк на југу, Вамошчалад на југозападу и Репцесемере на северозападу. Поред наведеног, њена административна граница додирује и територију Денешфа на кратком делу са севера.

## Историја
На њеној територији пронађени су и трагови насеља из бронзаног и позног гвозденог доба. Према новијим истраживањима, у 11. веку је на граници данашњег насеља постојала и мања тврђава.
Први пут се помиње у документу под именом Лак, познатом из 1390. године, када је било типично мало племићко насеље. Већина кметова плаћала је порез за дворац Шарвар. Године 1707. аустријски генерал гроф Штаремберг је овде примио делегацију из Кесега, али је као не баш значајно пољопривредно село наставило да функционише све до 19. века.
Опоравак насеља почео је 1870-их година. Тадашњи власник села, Калман Радо, бивши градоначелник округа Ваш, направио је неколико великих инвестиција у Репцелаку: изграђена је црква, пошта и канцеларија у насељу, које је тада већ постало седиште окружне матичне службе. Заслуга великог земљопоседника је и то што су две железнице утицале на насеље: железничка пруга Хеђешхалом-Сомбатхељ и деоница између Фертесентмиклоша и Целдемелка од тада непостојеће Фертевидеки Хејиердеки Вашут, две линије су се овде укрштавале.
До средине 20. века први индустријски објекат, млекара и део за производњу сира, основан је 1905. године у готово чисто пољопривредном селу. Озбиљнија индустријализација кренула је тек после Другог светског рата, након што је 1945. године на граници насеља изграђена бушотина за угљен-диоксид, на којој је основана Фабрика угљен-диоксида Репцелак. Од 1950-их година континуирано постаје доминантно насеље овог подручја, становништво почиње да расте, оснива се све више јавних установа и улаже у инфраструктуру.
Дана 1. јула 1971. постаје велико село, а 2001. године добија статус града.

## Становништво
Током пописа из 2011. 86,1% становника изјаснило се као Мађари, 0,7% Немци (13,7% се није изјаснило; због двојног идентитета укупан број може бити већи од 100%). 
Верска дистрибуција је била следећа: римокатолици 41,6%, реформисани 1,1%, лутерани 26,3%, без вероисповести 2,9% (27,7% се није изјаснило).